# Sumpf-Weidenröschen
Das Sumpf-Weidenröschen (Epilobium palustre) ist eine Pflanzenart aus der Gattung Weidenröschen (Epilobium) innerhalb der Familie der Nachtkerzengewächse (Onagraceae). Sie ist auf der Nordhalbkugel weitverbreitet.

## Beschreibung

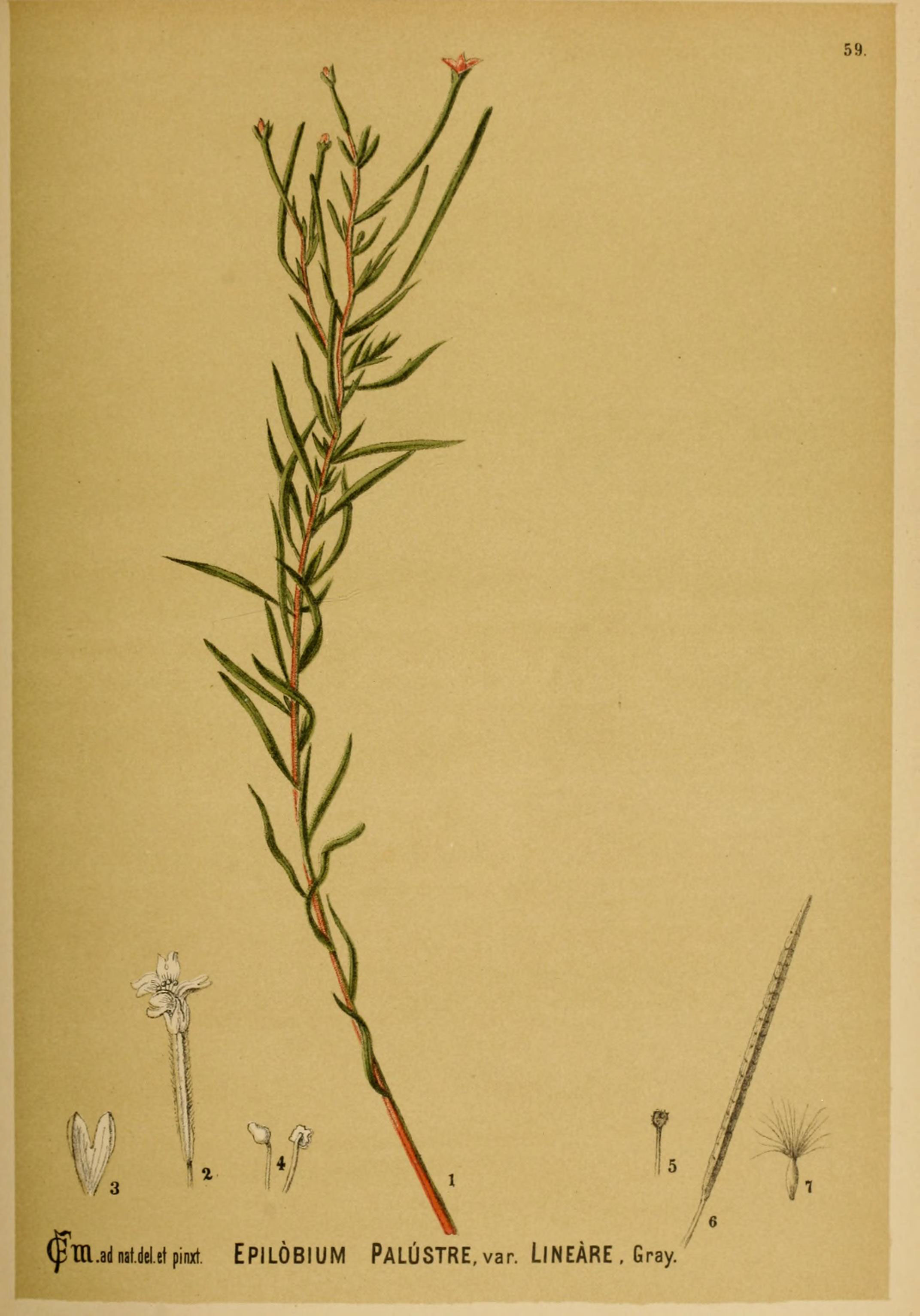
Illustration aus American medicinal plants, Tafel 59

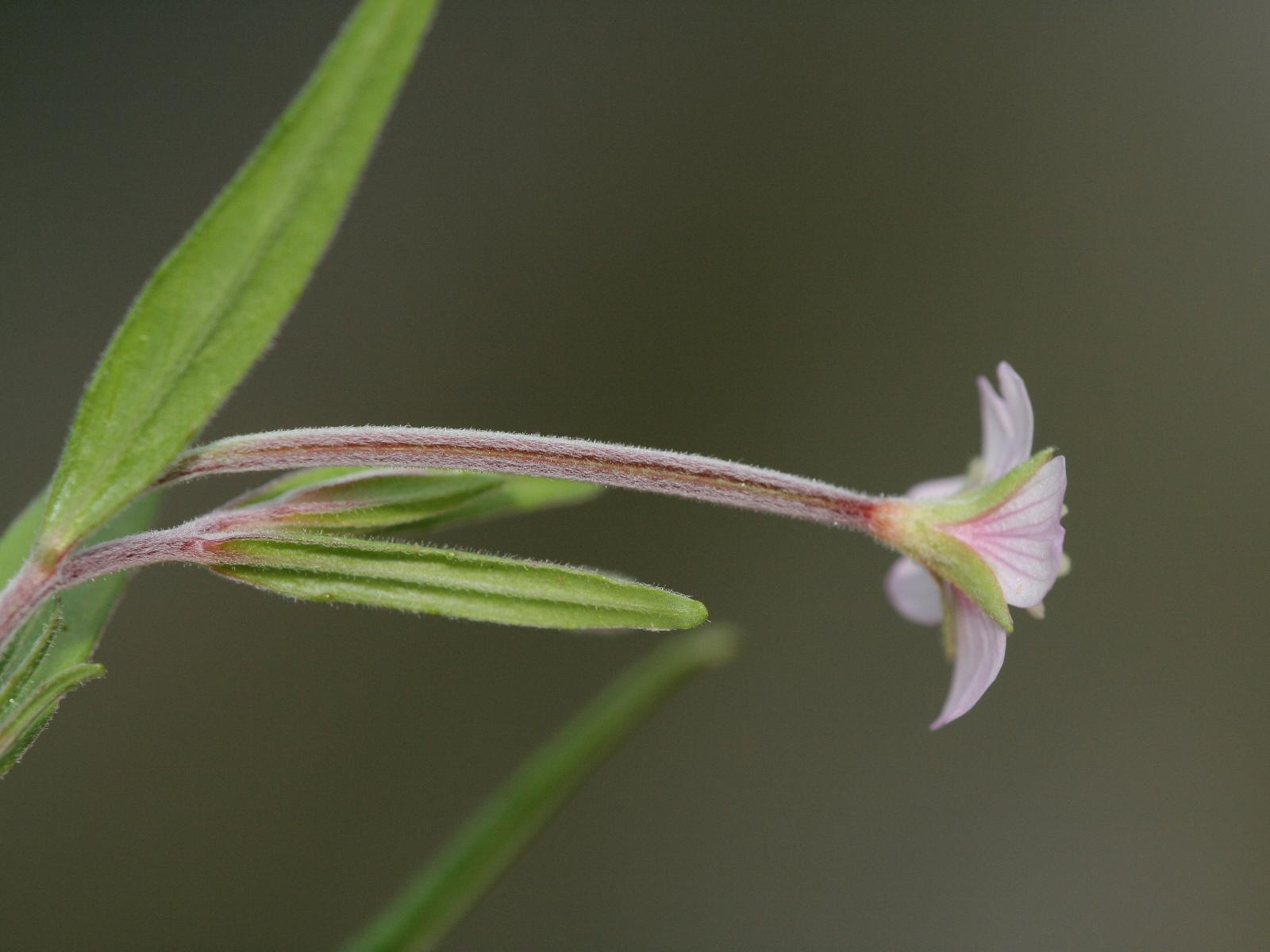
Blüte von der Seite und Behaarung (Indument)

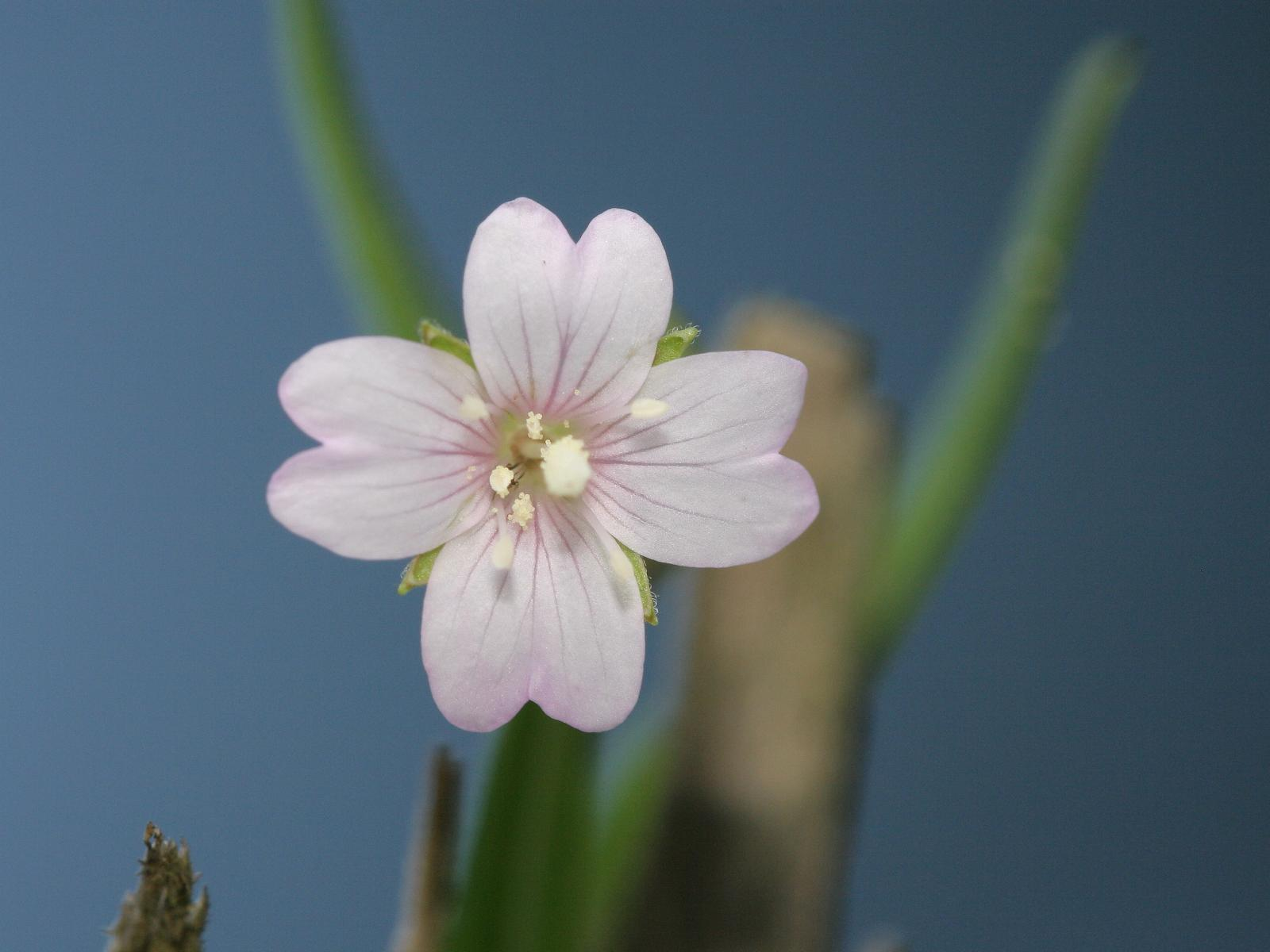
Vierzählige, radiärsymmetrische Blüte im Detail

### Vegetative Merkmale
Das Sumpf-Weidenröschen ist eine ausdauernde krautige Pflanze und erreicht Wuchshöhen von 5 bis 70 Zentimetern. Es sind unterirdische, rötlich gefärbte, bis zu 10 Zentimeter lange Ausläufer vorhanden, welche mit wenigen zerstreuten, gegenständigen, schuppenförmigen Niederblättern besetzt sind.  Der einfache oder wenig verzweigte Stängel ist im Querschnitt rund, selten mit zwei schwach herablaufenden Linien versehen, unten kahl, oben angedrückt behaart oder selten etwas drüsig.
Die am Stängel gegenständig, selten quirlig angeordneten Laubblätter sind meist kürzer als die Internodien und meist sitzend und höchstens die unteren Laubblätter sind gestielt. Die untersten Laubblätter sind zur Anthese meist vertrocknet. Die einfache Blattspreite ist bei einer Länge von 15 bis 60 Millimetern sowie einer Breite von 3 bis 15 Millimetern länglich-lanzettlich bis linealisch-länglich mit keilförmiger Spreitenbasis und stumpfem oberen Ende. Die Laubblätter sind in der Regel am Rand leicht umgebogen, kahl oder um Mittelnerv und am Rand flaumig behaart.

### Generative Merkmale
Die Blütezeit liegt zwischen Juli und September. Die Blütenknospen sind nickend. Die zwittrigen Blüten sind radiärsymmetrisch, vierzählig mit einer langen Röhre; sie sind trichterförmig und 3 bis 8 Millimeter groß. Die vier rosafarbenen oder hellvioletten, seltener weißen Blütenkronblätter sind breit ausgerandet. Die Narbe ist ungeteilt und keulenförmig.
Die Kapselfrucht ist zuerst fein behaart, später verkahlend und fast nur noch auf den vier Kanten flaumig behaart. Die Samen sind bei einer Länge von 1,5 bis 2 Millimeter schmal-länglich, an beiden Enden verschmälert und an der Spitze mit kurzem Anhängsel. Sie Samenschale ist dicht warzig.
Die Chromosomenzahl beträgt 2n = 36.

## Vorkommen
Das Verbreitungsgebiet von Epilobium palustre erstreckt sich über ganz Europa bis Ostasien, Nordamerika und Grönland. In Europa kommt das Sumpf-Weidenröschen in fast allen Ländern vor und fehlt nur in Portugal, Korsika, Kreta und Spitzbergen.
In den Bayerischen Alpen steigt das Sumpf-Weidenröschen nach Oberdorfer bis in eine Höhenlage von 1490 Meter, nach Dörr und Lippert aber im Allgäu auf der Zwerenalpe nahe der Kanzelwand bis 1790 Meter. Im Kanton Graubünden erreicht es sogar 2300 Meter.
Das Sumpf-Weidenröschen wächst in kalkfreien Mooren und Sümpfen, an Gräben und in Nasswiesen auf sickernassen, kühlen, nährstoffreichen, neutralen bis mäßig sauren Sumpfhumusböden. Es gedeiht in Mitteleuropa in Pflanzengesellschaften des Verbands Caricion fuscae, des Verbands Cardamino-Montion, auch im Calthion und ist hier eine Differentialart der Assoziation Epilobio-Juncetum effusi.
Die ökologischen Zeigerwerte nach Landolt et al. 2010 sind in der Schweiz: Feuchtezahl F = 4+w (nass aber mäßig wechselnd), Lichtzahl L = 4 (hell), Reaktionszahl R = 3 (schwach sauer bis neutral), Temperaturzahl T = 3 (montan), Nährstoffzahl N = 2 (nährstoffarm), Kontinentalitätszahl K = 3 (subozeanisch bis subkontinental), Salztoleranz = 1 (tolerant).

## Taxonomie
Die Erstveröffentlichung Epilobiun palustre erfolgte 1753 durch Carl von Linné in Species Plantarum, Tomus I, Seite 348. Synonyme für Epilobium palustre L. sind Epilobium fontanum Hausskn., Epilobium palustre subsp. fontanum (Hausskn.) Dostál und Epilobium tundrarum Sam.

## Trivialnamen
Für das Sumpf-Weidenröschen bestehen bzw. bestanden auch die weiteren deutschsprachigen Trivialnamen: Bachrösle (Augsburg), Kattstart (Pommern), Rapuntzel (Schlesien) und Schlosskraut (Württemberg in der Baar).